# خوسيه إيزابيل خيمينيز
خوسيه إيزابيل خيمينيز (بالإسبانية: José Isabel Jiménez)‏ هو صحفي رياضي وصحفي مكسيكي، ولد في 19 أبريل 1915 في Pinos, Zacatecas ‏ في المكسيك، وتوفي في 20 يناير 2014 في مونتيري في المكسيك.